# Wubong
Dieser Artikel wurde in der Qualitätssicherung Religion eingetragen. Hilf mit, die inhaltlichen Mängel dieses Artikels zu beseitigen, und beteilige dich an der Diskussion.
Wu Bong Sunim (* 22. Juni 1950 in Breslau, Polen; † 17. April 2013 in Paris), geboren als Jacob Perl, war Zen-Meister und Mönch der Kwan-Um-Zen-Schule. Wu Bong Sunim war bis zu seinem Tod Hauptlehrer der europäischen Kwan Um Zen Schule.

## Frühe Jahre
Zen-Meister Wu Bong wurde am 22. Juni 1950 in Breslau, Polen, als Sohn einer jüdischen Familie geboren, die während des Zweiten Weltkriegs unter der deutschen Besatzung zu leiden hatte. Im Jahr 1964 beschloss die Familie, Europa zu verlassen und in die Vereinigten Staaten auszuwandern. Jacob Perl, so sein Geburtsname, ging weiter zur Schule und machte 1968 sein Abitur. 1970, im Alter von 20 Jahren, begann er mit dem Sōtō-Zen-Lehrer Shunryū Suzuki Roshi im Zen-Zentrum von San Francisco Zen zu praktizieren. Auf der Suche nach einem spirituellen Lehrer ging er für ein Jahr zu Tarthang Tulku, um den tibetischen Buddhismus zu praktizieren.

## Begegnung mit seinem Lehrer
Während seines Studiums an der Brown University in Providence trainierte er Shim Gum Do (ähnlich wie Kendō) und wurde Meister in dieser Kampfkunst. Noch während seines Studiums traf er 1972 Zen-Meister Seung Sahn und wurde einer seiner ersten Schüler. Im selben Jahr, im Alter von 22 Jahren, absolvierte er sein erstes 100-tägiges Einzelretreat, legte die fünf Gelübde ab und erhielt seinen buddhistischen Namen Peop Mu, was so viel wie leeres Dharma bedeutet. 1973 schloss er sein Mathematikstudium mit einem Bachelor of Pure Arts ab. 1978 kehrte er zusammen mit Seung Sahn nach Polen zurück, wo sich von da an eine Sangha entwickelte, die zur größten Sangha der europäischen Kwan Um Zen-Schule wurde. 1978 machte er sein zweites Soloretreat in Amerika. Zu dieser Zeit litt seine Gesundheit unter der sehr strengen Diät und der intensiven Praxis.

## Lehrjahre
1984 erhielt er Inka von Seung Sahn und wurde offizieller Unterstützer der polnischen Sangha. 1988 heiratete er Grazyna und 1989 wurde ihr Sohn Matthew geboren. 1992 wurde er vom Gründungslehrer der Kwan Um Zen Schule, Seung Sahn, offiziell zum europäischen Haupt-Zenlehrer ernannt. 1993 erhielt er die Übertragung von Seung Sahn und den Dharma-Namen Wu Bong, was soviel bedeutet wie Universeller Gipfel. Zu dieser Zeit lebte er im Providence Zen Center, wo er viele Jahre Abt war. Kurz darauf gründete er das Pariser Zen-Zentrum. Zwischen seiner Zeit, als er Inka bekam, und der Übertragung als Zen-Meister war er sehr aktiv und lehrte in Europa, Asien, Südafrika und Amerika.

## Seine Dharma-Erben
Im Jahr 2000 gab er sein erstes Inka an Dr. Roland Wöhrle-Chon aus Deutschland (heute Zen-Meister Ji Kwang). 2006 gab er seine erste Übertragung an Alexandra Porter (Zen-Meister Bon Shim) aus Polen. Im Jahr 2012 gab er seine zweite Übertragung an Zen-Meister Ji Kwang. Insgesamt hat er zwei Übertragungen und acht Inkas gegeben: Andrzej Piotrowski (Polen), Namhee Chon (Deutschland), Alma Potter (Österreich), Bogumila Malinowska (England), Oleg Suk (Slowakei), Arne Schaefer (Deutschland), Koen Vermeulen (Belgien).

## Das Leben als Mönch und die späteren Jahre
Im Jahr 2008 zog er nach Korea, um sich auf sein Mönchsleben vorzubereiten. Um einen Platz in Europa zu behalten, zog er in das Berliner Zen-Zentrum, das sein Zuhause in Europa wurde. Im Jahr 2009 wurde er in Korea zum buddhistischen Mönch ordiniert. Bis zu seinem Lebensende leitete und lehrte er seine europäische Sangha, konzentrierte sich aber auch auf das Lehren in Korea. Er leitete Kyol Che (100-Tage-Zen-Retreats) in Mu Sang Sa, Hyang Chung Sa, Hwa Gye Sa und Boep-hwa Doryang (alle in Korea). Wu Bong Sunim verstarb nach einem Herzstillstand am Mittwoch, den 17. April 2013 um 13 Uhr, während er ein Yong Maeng Jong Jin (Zen-Retreat) im Pariser Zen-Zentrum leitete.

## Lehre

### Weiß-Nicht-Geist
„Einen ‚Weiß-Nicht-Geist‘ zu bewahren bedeutet, alles Denken zum Stillstand zu bringen. Das Abschalten aller diskursiven Gedanken führt uns zur Quelle unserer wahren Natur und bringt uns in den gegenwärtigen Moment. Was tust du gerade? In der Zen-Praxis geht es darum, genau diesem Augenblick Aufmerksamkeit zu schenken.“ - Zen-Meister Wu Bong

### Beharrlichkeit und Ausrichtung der Zen-Praxis
Der Lehrstil von Zen-Meisters Wu Bong war klar und einfach, aber gleichzeitig von großer Schärfe. Er betonte stets die Wichtigkeit der Zen-Praxis. Sie gibt uns die Möglichkeit, Wahrheit zu erlangen und eine klare Richtung im Leben zu finden. Als Zen-Praktizierende brauchen wir an nichts zu glauben - nicht an Buddha, nicht an berühmte Zen-Meister und schon gar nicht an unseren Lehrstil oder unsere Tradition. Stattdessen brauchen wir ein großes Maß an Vertrauen und Glauben in das, was wir – gerade jetzt – in unserer Praxis tun, was auch immer das sein mag.
Zen-Meister Wu Bong hat immer darauf hingewiesen, dass wir unsere Zen-Praxis und ihre gegebenen Formen beibehalten müssen, sei es die Verbeugung oder das Chanten oder das stille Sitzen oder das Mantra oder das Kongan (jap. Koan) oder das Zählen des Atems. Das Wichtigste ist, sich nicht ständig zu verändern, denn im Zen geht es nicht darum, zu prüfen und zu bevorzugen. Das funktioniert nicht. Zen-Meister Wu Bong hat immer betont, dass man jeder Situation unvoreingenommen begegnet. Manchmal wird das auch „Versuchs-Geist“ genannt und oft mit „Tu es einfach“ beschrieben. Das heißt im Grunde, zu praktizieren und alle Wesen zu retten. Wir müssen uns für diesen Weg entscheiden und uns dazu verpflichten, und dann versuchen, versuchen, versuchen, bis wir ihn eines Tages vollständig erlangt haben.

### Erwachen
„Niemand garantiert unser Leben. Wenn es also etwas gibt, von dem du denkst, dass es nützlich sein könnte, dann ist jetzt die Zeit, es zu tun. Weder der Geist der Vergangenheit, noch der Geist der Zukunft, noch der Geist der Gegenwart sind in unserem Leben fassbar. Denn wenn du ‚gegenwärtig‘ sagst, ist es schon nicht mehr gegenwärtig, sondern schon vergangen. Wenn du diesen Augenblick verlierst, kannst du ihn nie wieder erlangen. Wir folgen dem Beispiel Buddhas. Buddha bedeutet ‚Erwachen‘. Wenn du nicht erwachst, ist es morgen zu spät. Auch eine Stunde ab jetzt ist zu spät. Auch eine Sekunde von jetzt an ist zu spät. Erwache in diesem Augenblick. Ich hoffe, dass jeder von euch in seinem Leben richtig praktiziert und dieses Erwachen erlangt. Dann ist ein weiterer Schritt wichtig: Nutzt dieses Erwachen, um allen Wesen zu helfen“. - Zen-Meister Wu Bong

## Video
- Don't Know - A tribute to Zen Master Wu Bong, by Fabio Dondero and Chiara Somajni, 2016 (Video on demand, Documentary webpage)